# ایزابل دوم

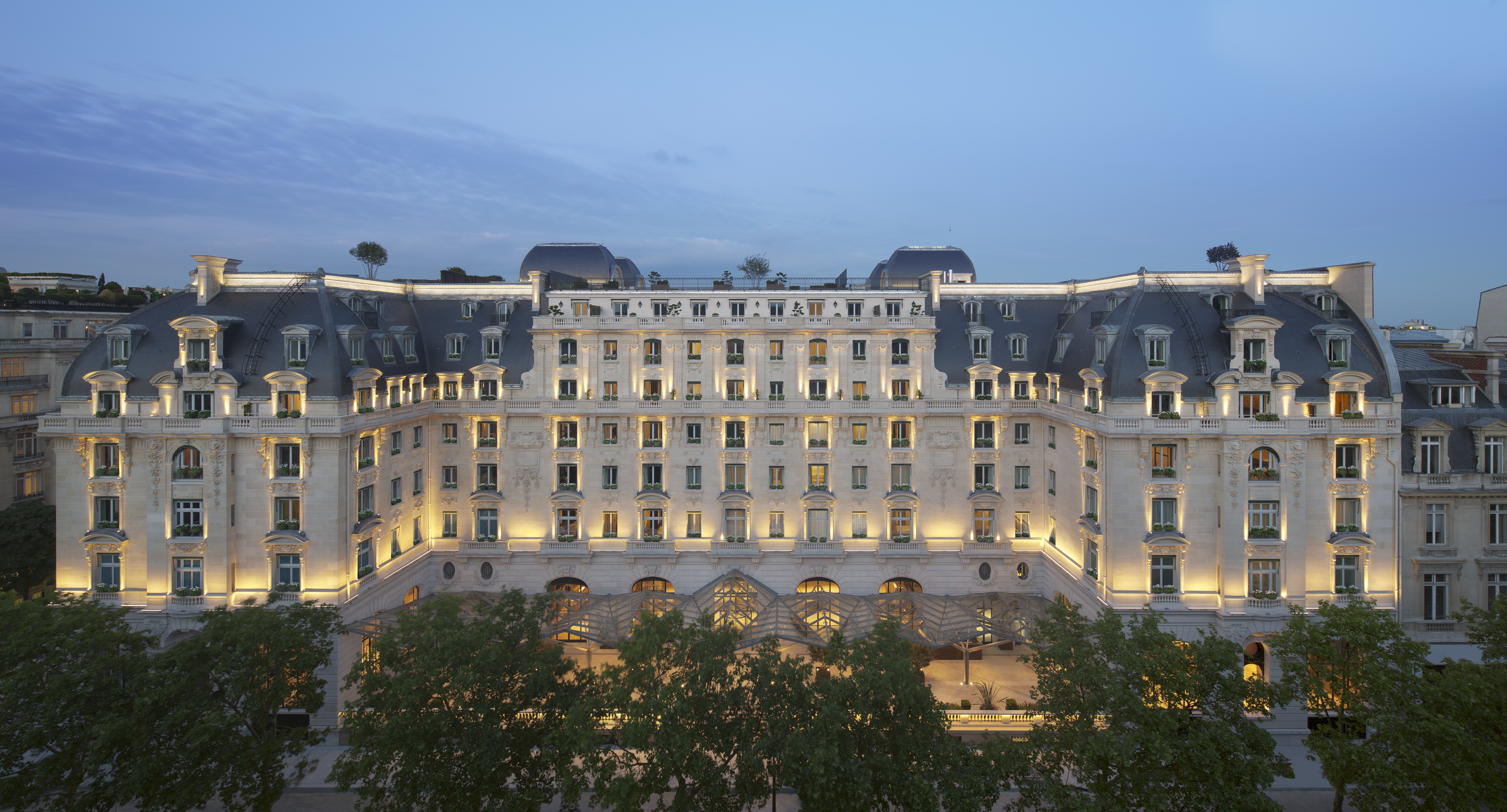
پنینسولا پاریس، یک هتل ۵ ستارهٔ لوکس در خیابان کله‌بر (en) در منطقه ۱۶ پاریس، فرانسه است. این بنا نخست در سال ۱۸۶۸ برای سکونت ملکهٔ تبعیدی ایزابلای دوم اسپانیا ساخته‌شد.

ایزابلای دوم اسپانیا (اسپانیایی: Isabel II‎؛ زاده ۱۰ اکتبر ۱۸۳۰ درگذشته ۱۰ آوریل ۱۹۰۴) یک ملکه اسپانیا بود که این عنوان را بین سال‌های ۱۸۳۳ تا ۱۸۶۸ میلادی در اختیار داشت. در ۱۸۶۸ و در پی شورشی که به انقلاب شکوهمند آوازه یافت، شورشیان او را از پادشاهی فروگرفتند و خواستار پادشاهی لئوپلد شدند. بیسمارک از این جانشینی پشتیبانی کرد. اما ناپلئون سوم که از هم‌پیمانی پروس و اسپانیا بیم داشت، به جنگ پروس رفت. ایزابلا باقی عمر را در تبعید در فرانسه گذراند. در ۱۸۷۵ میلادی پسر ایزابلا، با عنوان آلفونسوی دوازدهم بر تخت پادشاهی اسپانیا نشست.